# Saturn Vue
Le Saturn Vue est un véhicule de type SUV vendu dans la gamme Saturn, la plus petite marque américaine appartenant au géant General Motors. Commercialisé depuis la fin 2001 uniquement en Amérique du Nord, c'est le premier modèle Saturn dans la catégorie des trucks, autrement dit les monospaces, vans, SUV et autres 4x4. Il disparaitra fin 2010 avec la marque Saturn.

## Première génération (2001-2007)
Lancé en décembre 2001, le premier SUV de Saturn arbore un style plus personnel que ses proches cousins. Il dispose d'une version sportive mais aussi d'une version hybride.

### Red Line

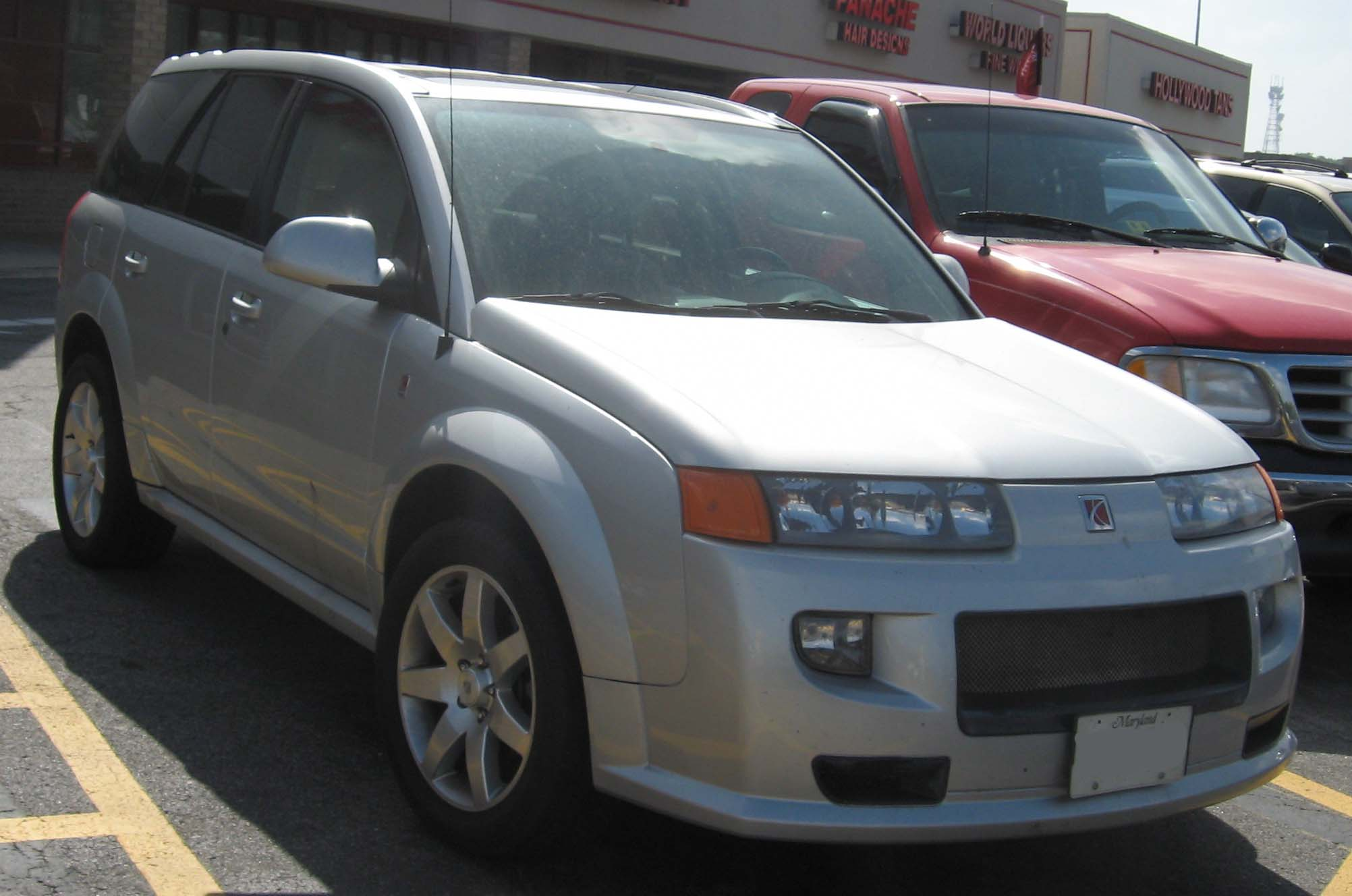
Vue Red Line

Commercialisée en 2003, la version sport du Vue a été baptisé Red Line. Elle dispose d'un V6 3.5 L provenant de chez Honda et qui développe la bagatelle de 250 ch. Cette version dispose d'un kit carrosserie au look très sportif.

### Phase 2 (2005-2007)

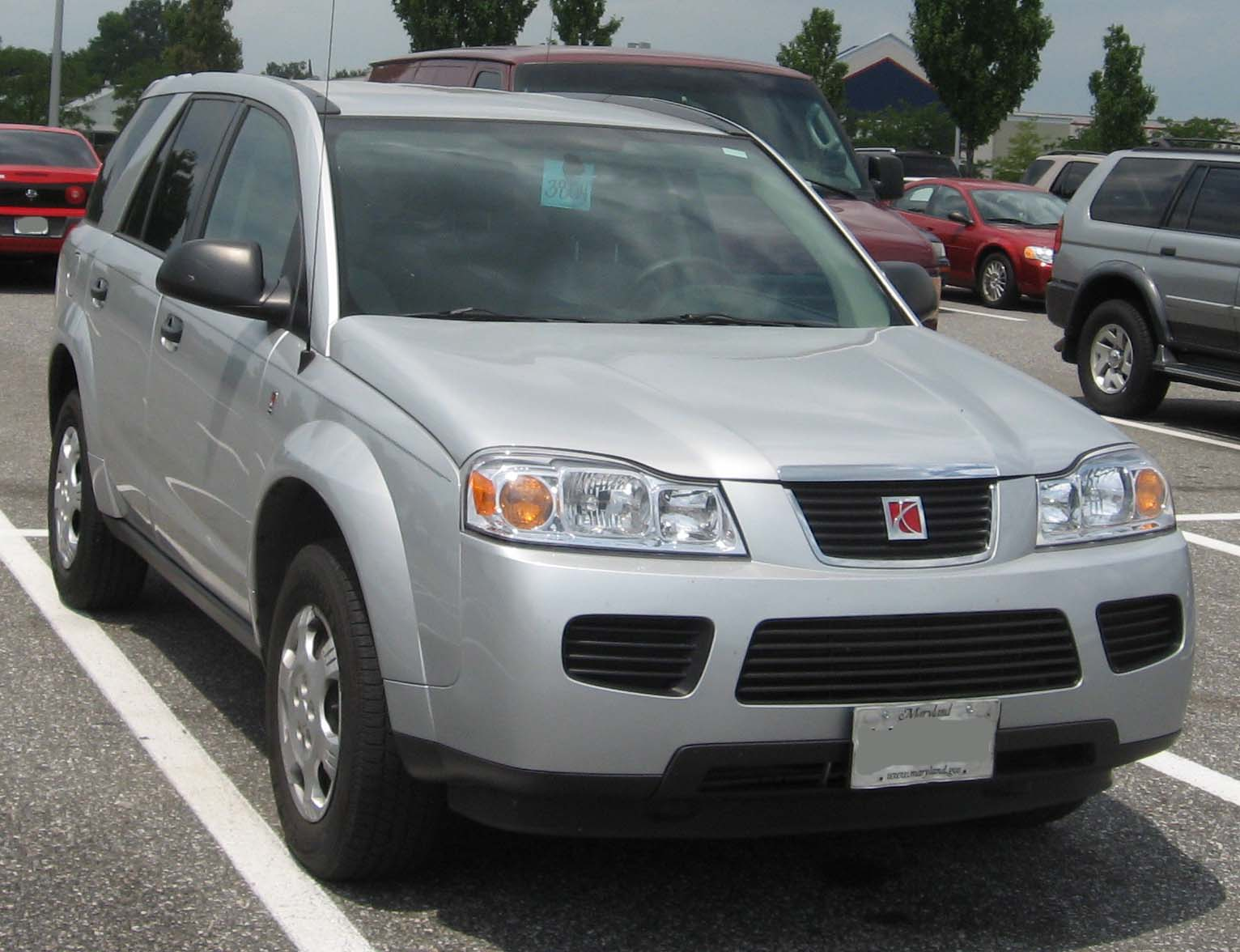
Vue Phase 2

Fin 2005, le Vue a été restylé surtout au niveau de la face avant avec de nouveaux phares notamment. Une version hybride a été lancée quelques semaines plus tard.

### Green Line
Lancée mi-2006, la version hybride du Vue est le premier modèle Saturn à disposer d'une telle technologie. Elle dispose d'un 4 cyl. 2.4 L de 170 ch couplé à un moteur électrique.

### Motorisations
Le Vue disposait de quatre moteurs :
- 4 cyl. 2.2 L 143 ch. (2001-2007).
- V6 3.0 L 181 ch. (2001-2003).
- V6 3.5 L 250 ch. (2003-2007).
- 4 cyl. Hybride 2.4 L 170 ch. (2006-2007).

Il existait avec une boîte manuelle à cinq vitesses, des boîtes autos à quatre ou cinq rapports ainsi qu'avec une boîte à variateur continu CVT.

### Galerie photos

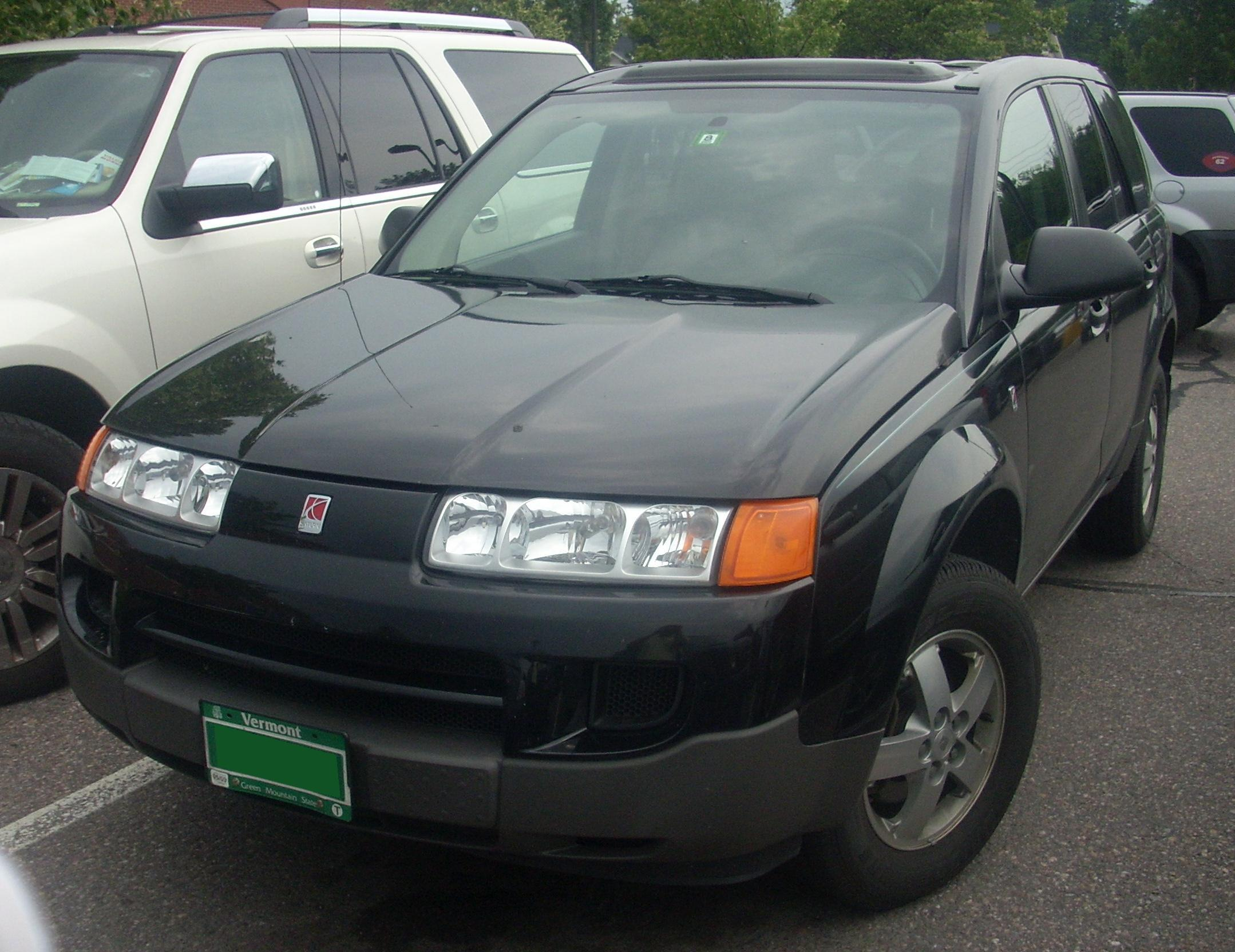
Vue 1re génération
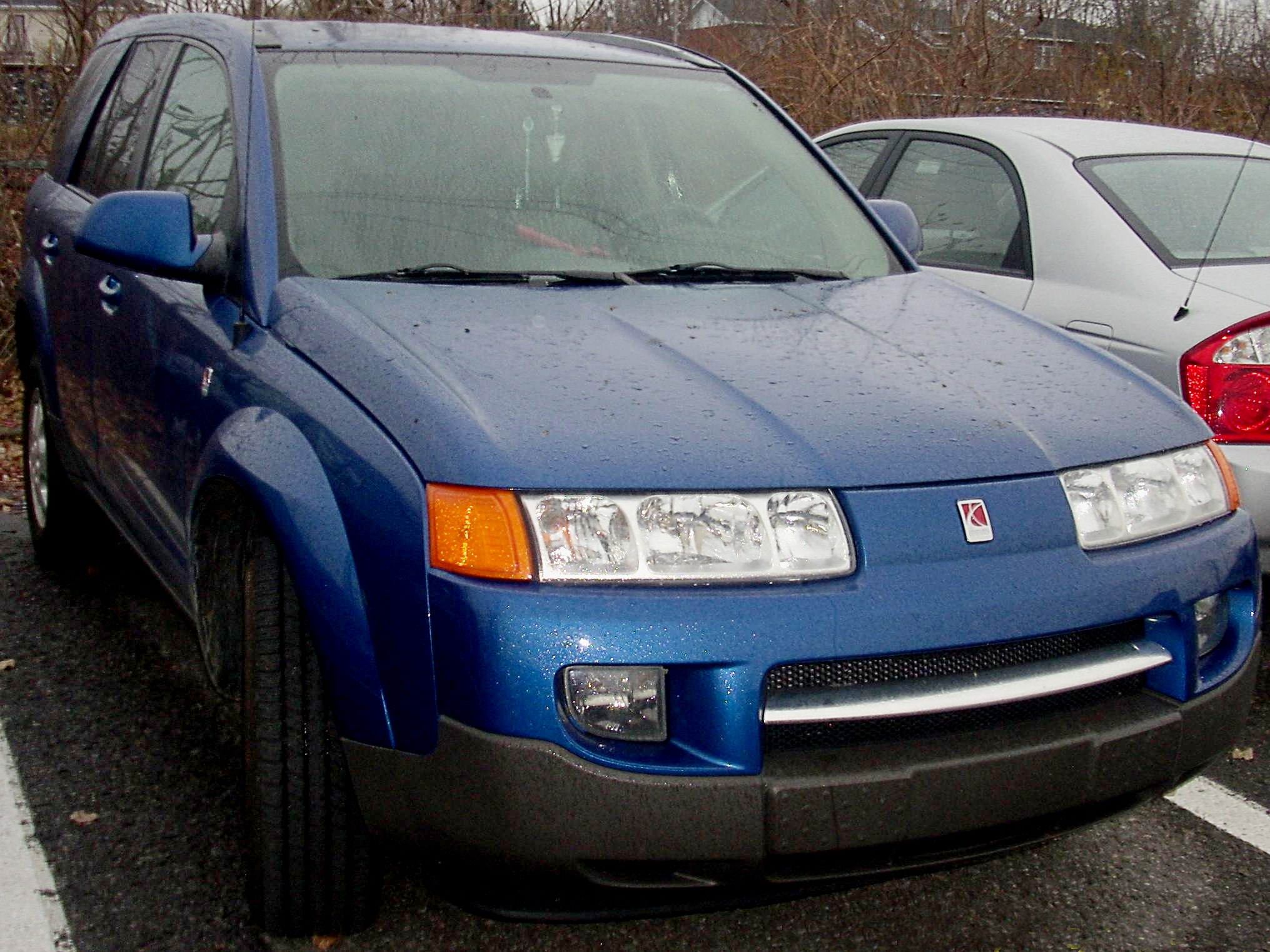
Vue 1re génération
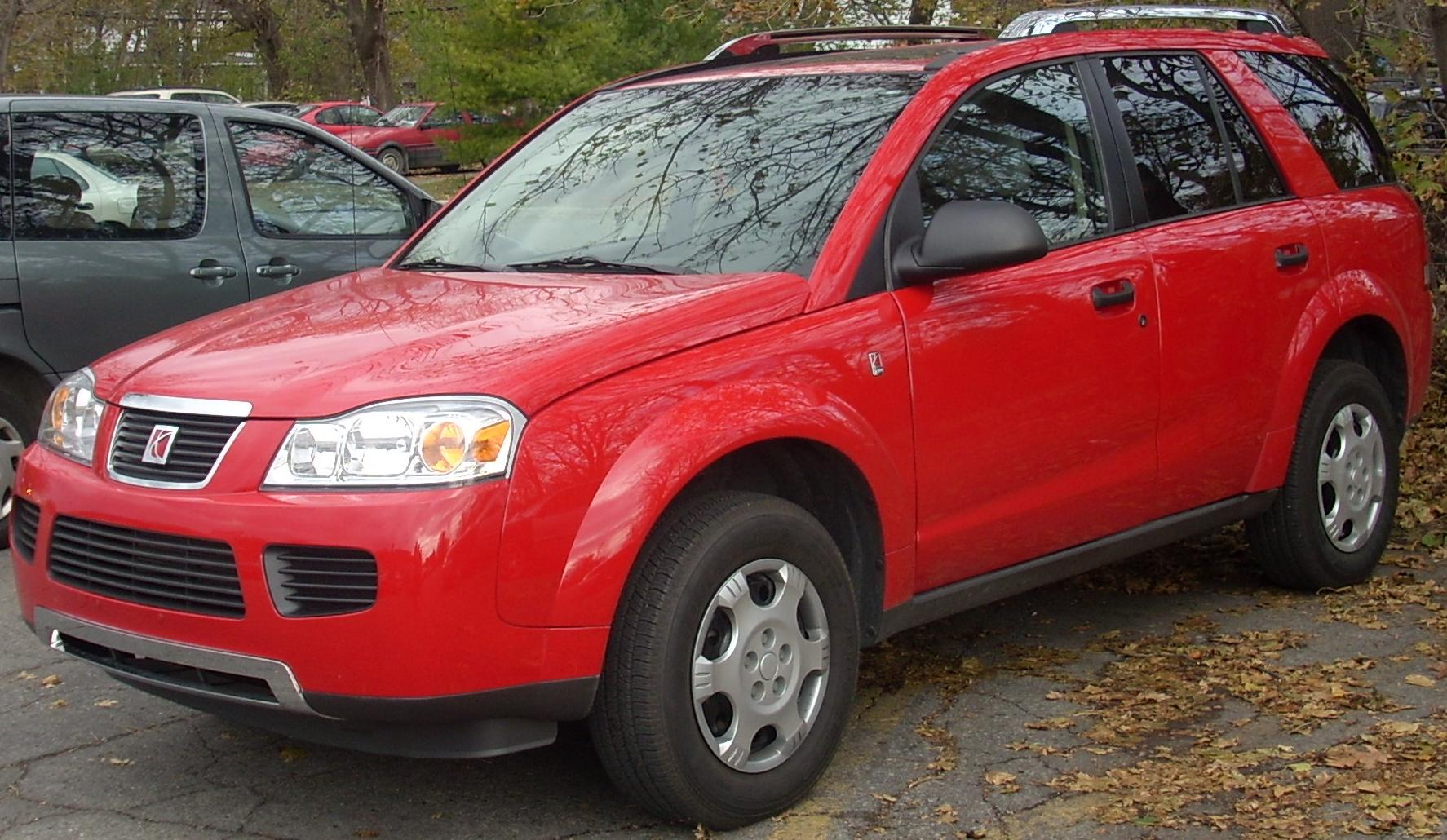
Vue Phase 2
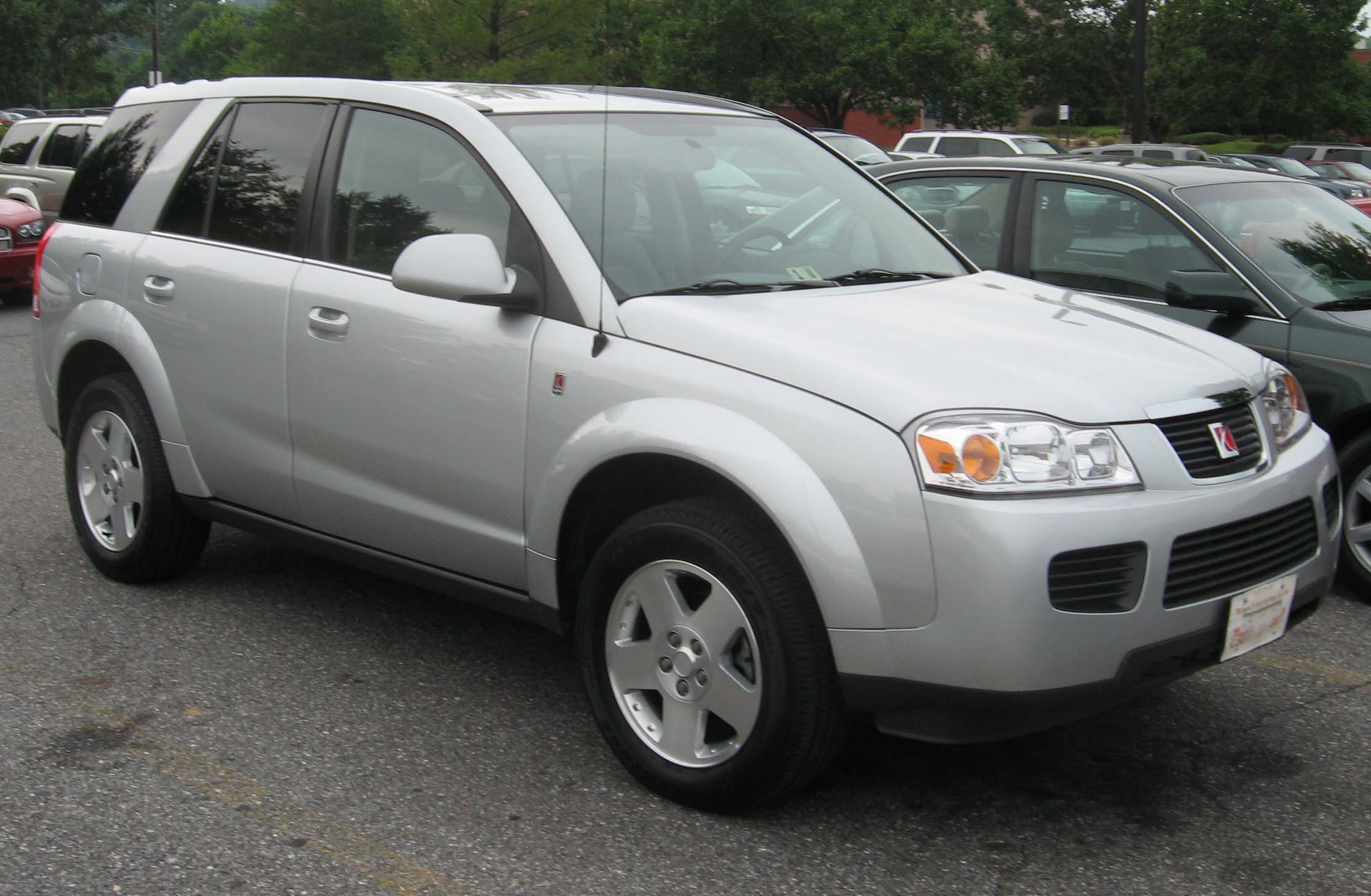
Vue Phase 2
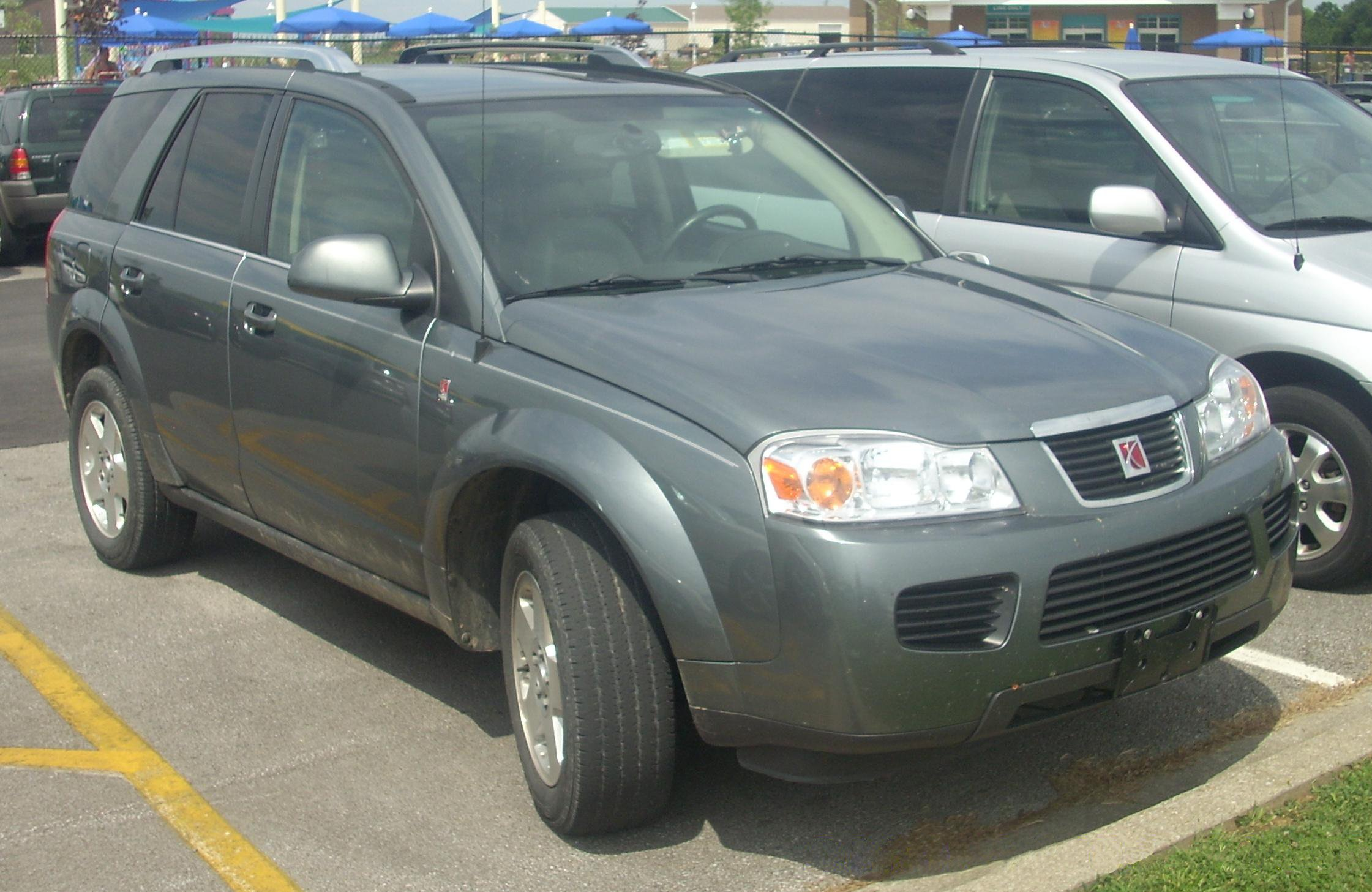
Vue Phase 2
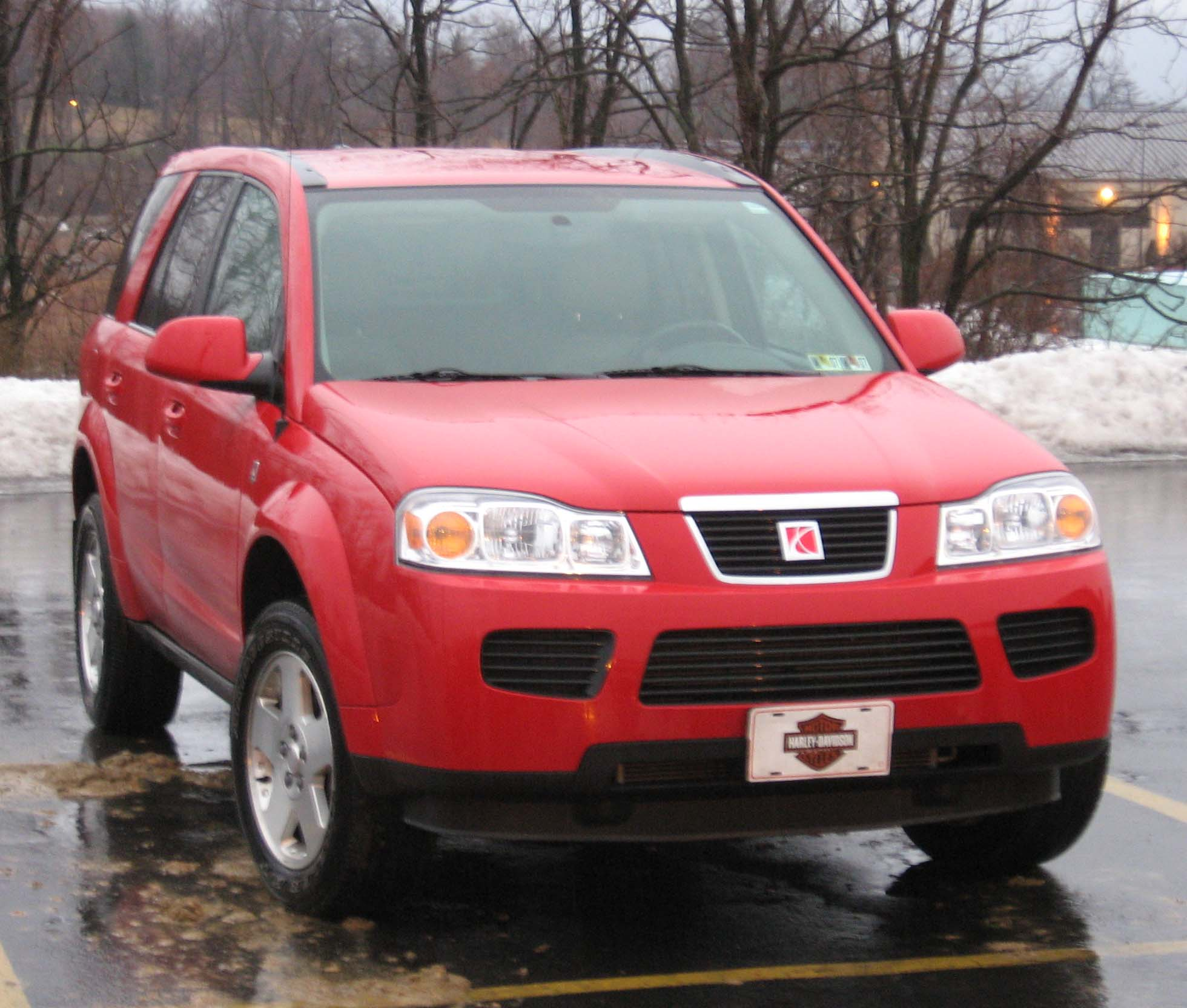
Vue Phase 2
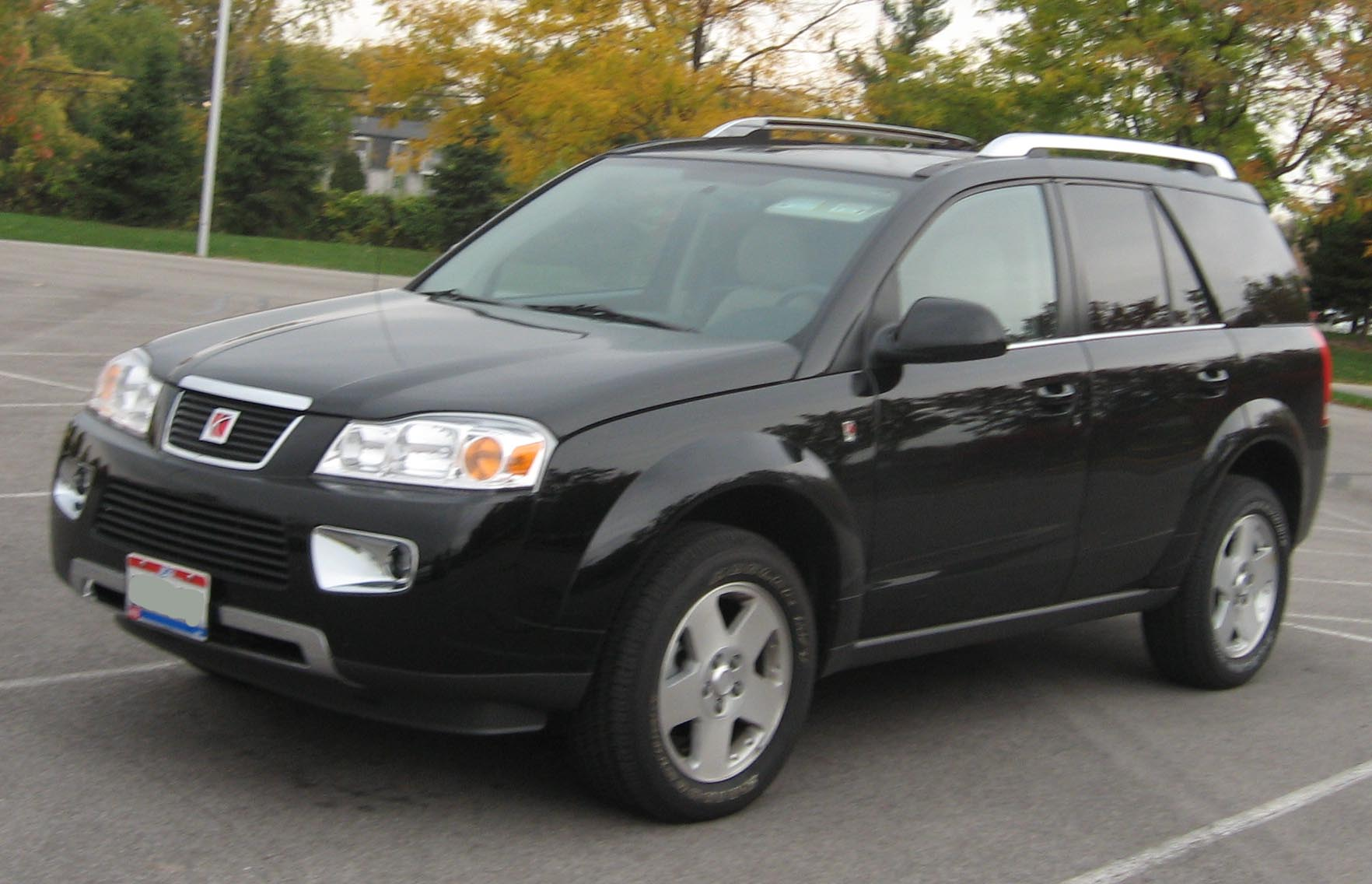
Vue Phase 2
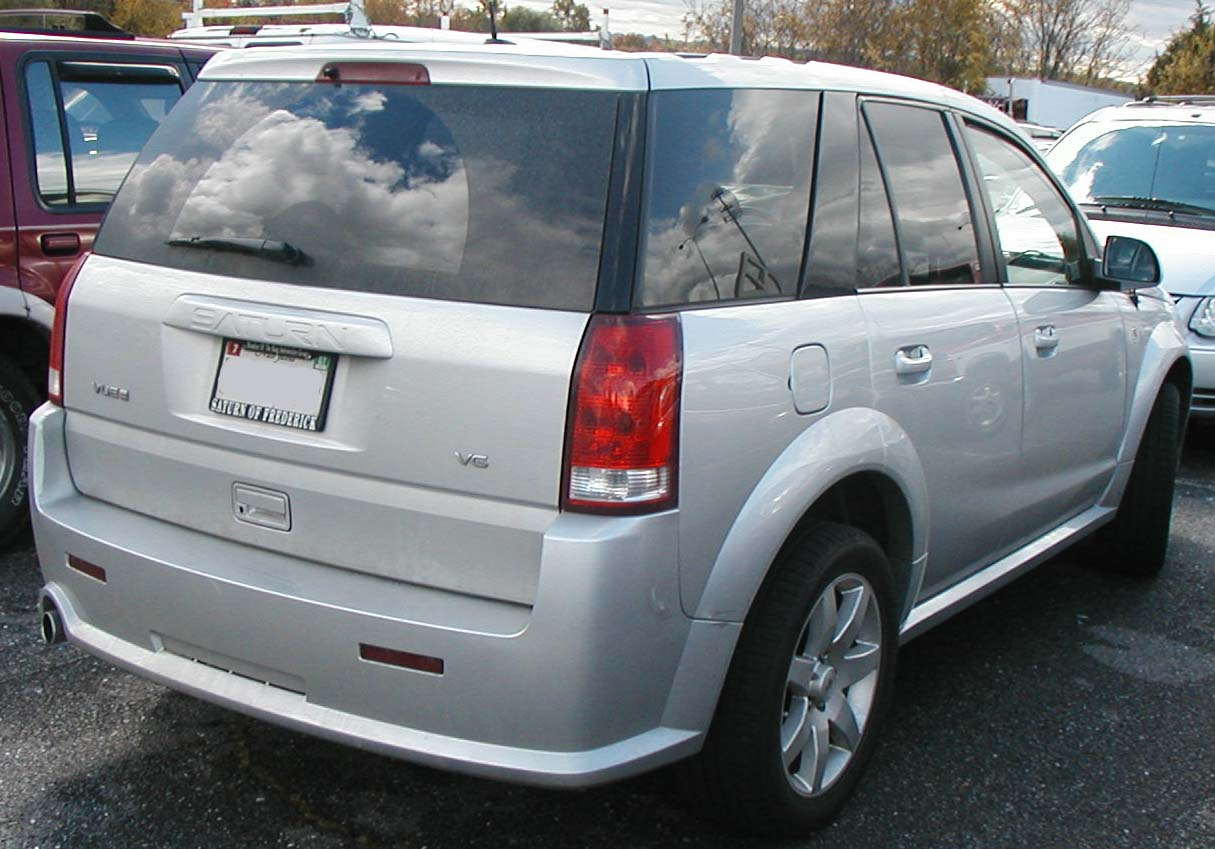
Vue Red Line

## Deuxième génération (2007-2010)
La deuxième génération de Vue vient directement d'Europe. En effet, le nouveau Vue est en fait un Opel Antara badgé Saturn pour le marché nord-américain. Comme pour la précédente version, elle se décline en une sportive Red Line et en hybride Green Line. La Saturn Vue existe aussi en version Chevrolet sous le nom de Chevrolet Captiva mais est uniquement produit pour l'Europe. La motorisation est modifiée mais garde la même carrosserie.

### Red Line
La nouvelle Red Line dispose d'un V6 3.6 L développant 257 ch. Mais contrairement au modèle précédent, il ne dispose pas de son propre moteur.

### Green Line

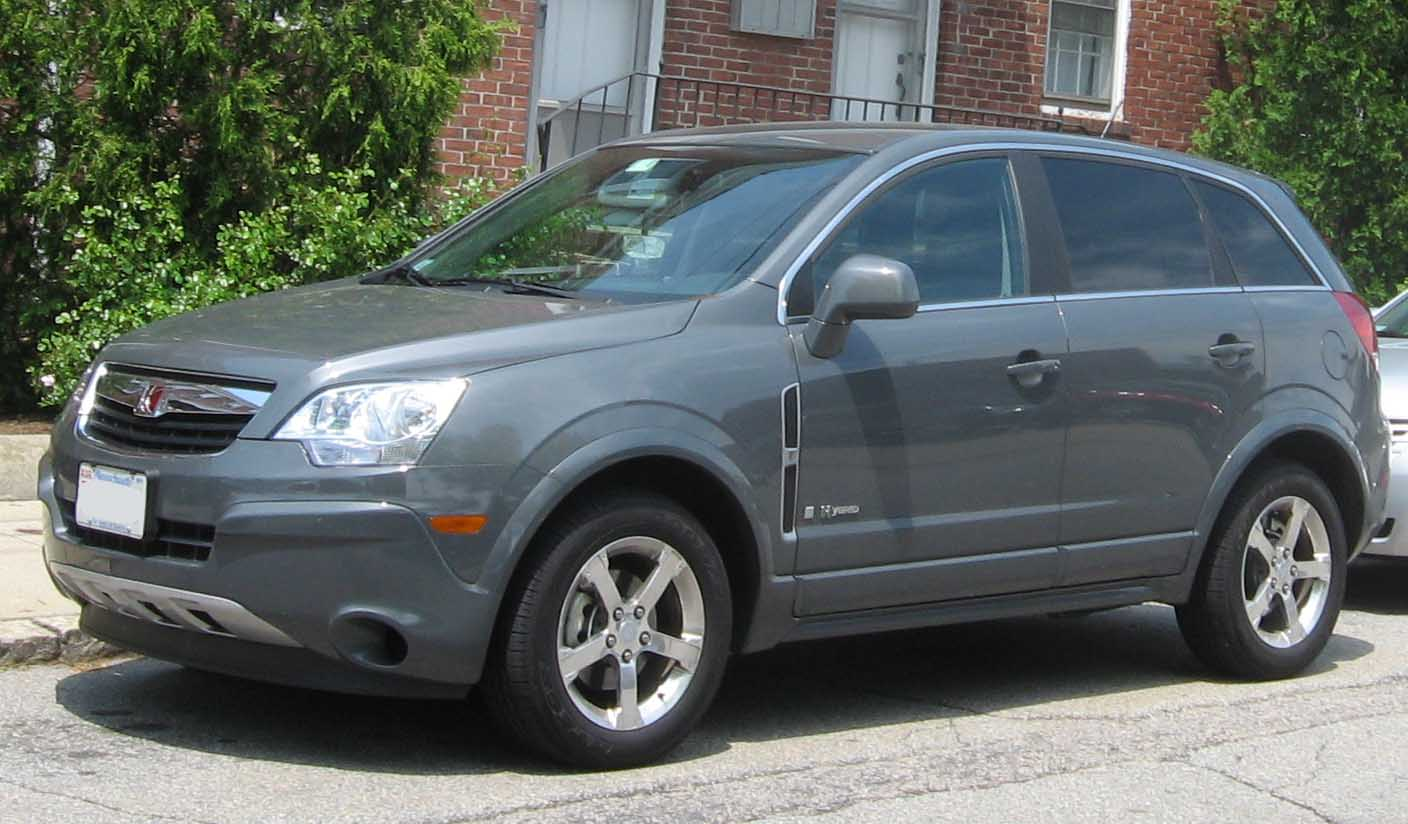
Vue 2 Green Line

La version hybride dispose d'un quatre cylindres essence 2.4 L de 172 ch, couplé à une assistance électrique. En 2009, le Vue disposera d'une seconde version hybride, cette fois basée sur le V6 3.6 L, qui aura deux moteurs électriques intégrés dans la boîte de vitesses.

### Motorisations
Le Vue dispose de trois moteurs essences et de deux moteurs hybrides :
- Moteurs essences :
  - 4 cyl. 2.4 L 169 ch.
  - V6 3.5 L 222 ch.
  - V6 3.6 L 257 ch.
- Moteurs hybrides :
  - 4 cyl. 2.4 L 172 ch.
  - V6 3.6 L 262 ch + 2 x 75 ch pour les moteurs électriques.

Le Vue existe avec une boîte auto à quatre (4 cyl.) ou cinq (V6) rapports avec deux ou quatre roues motrices.

### Galerie photos

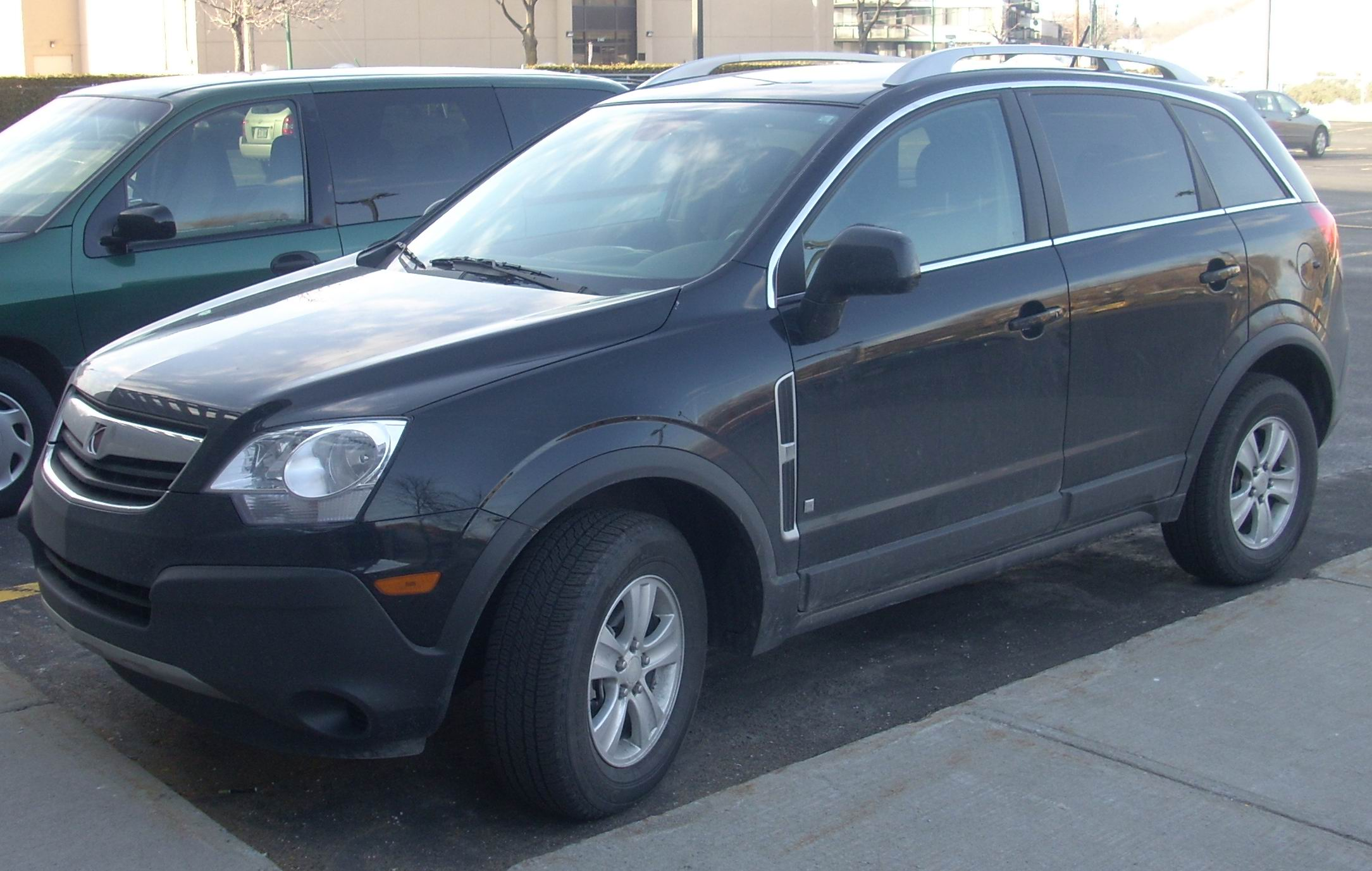
Vue 2e génération
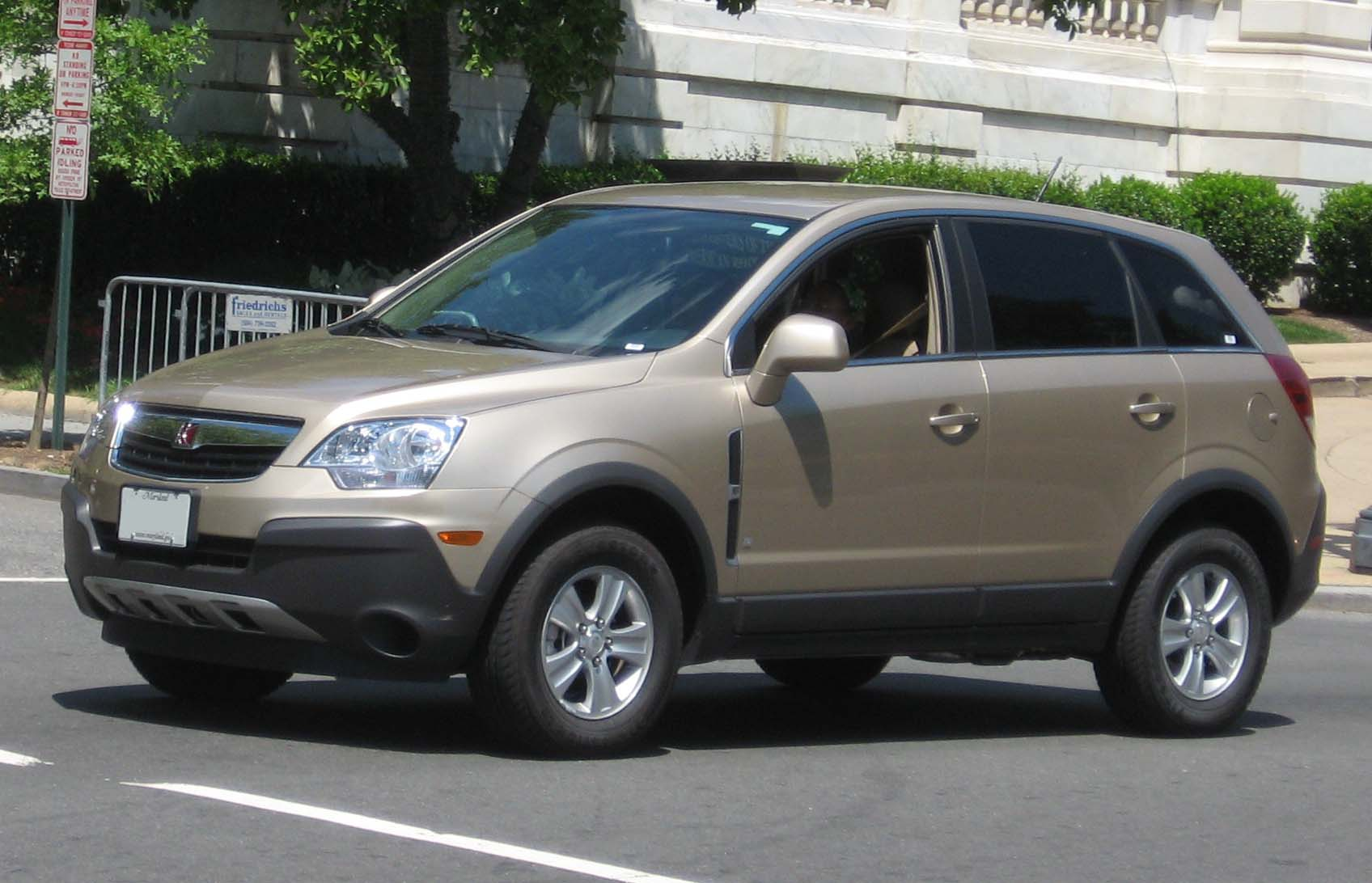
Vue 2e génération
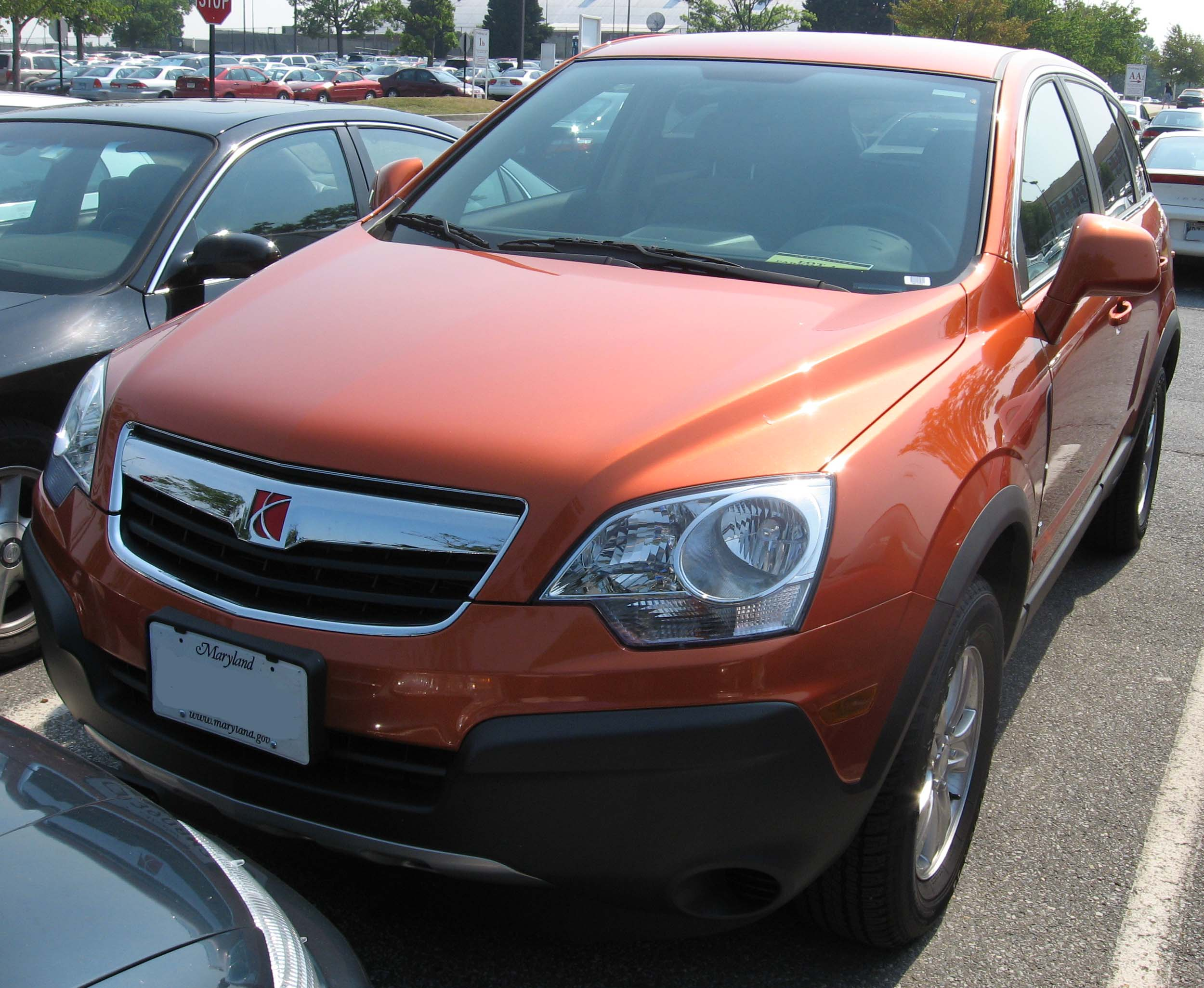
Vue 2e génération
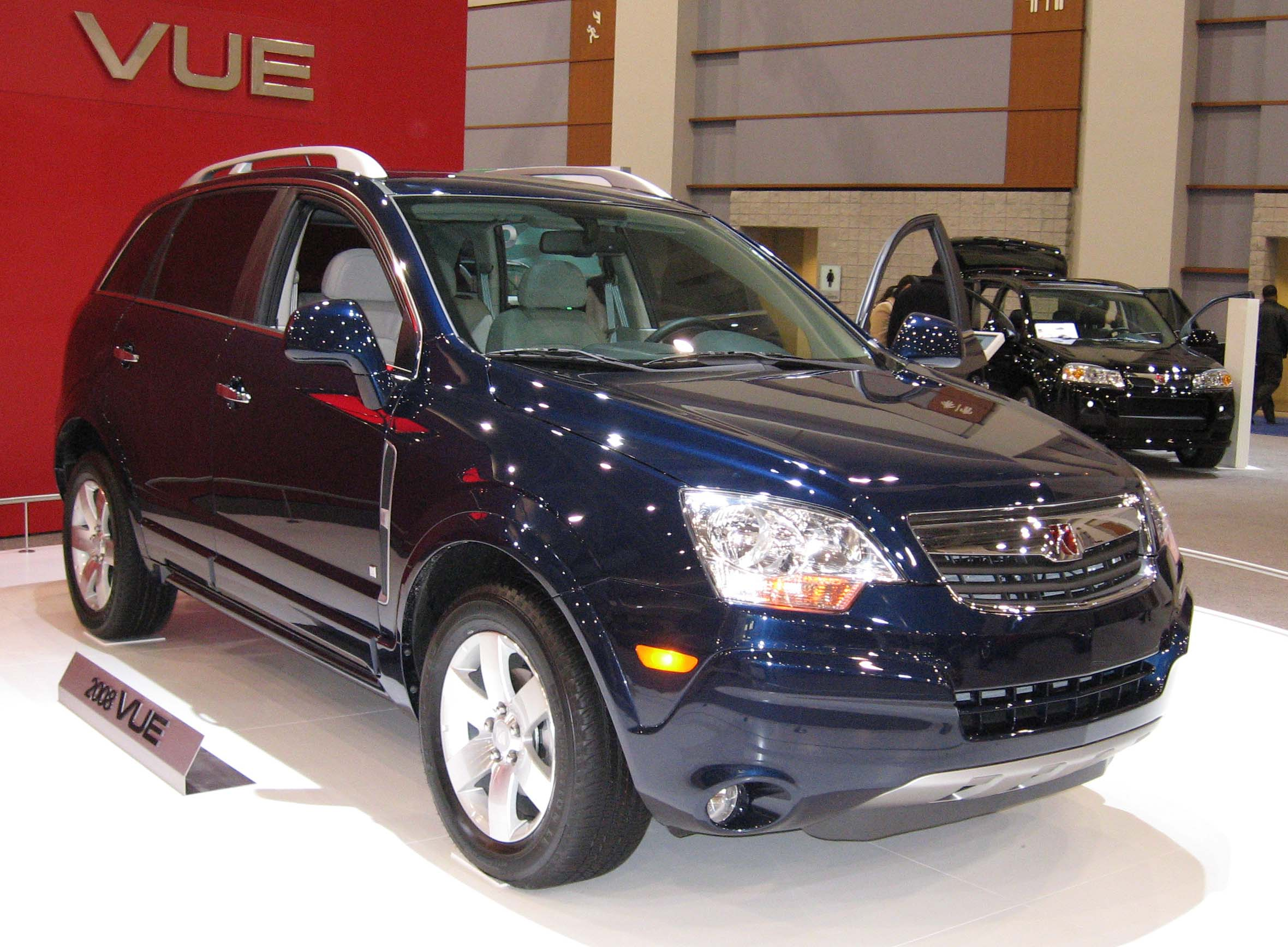
Vue 2e génération
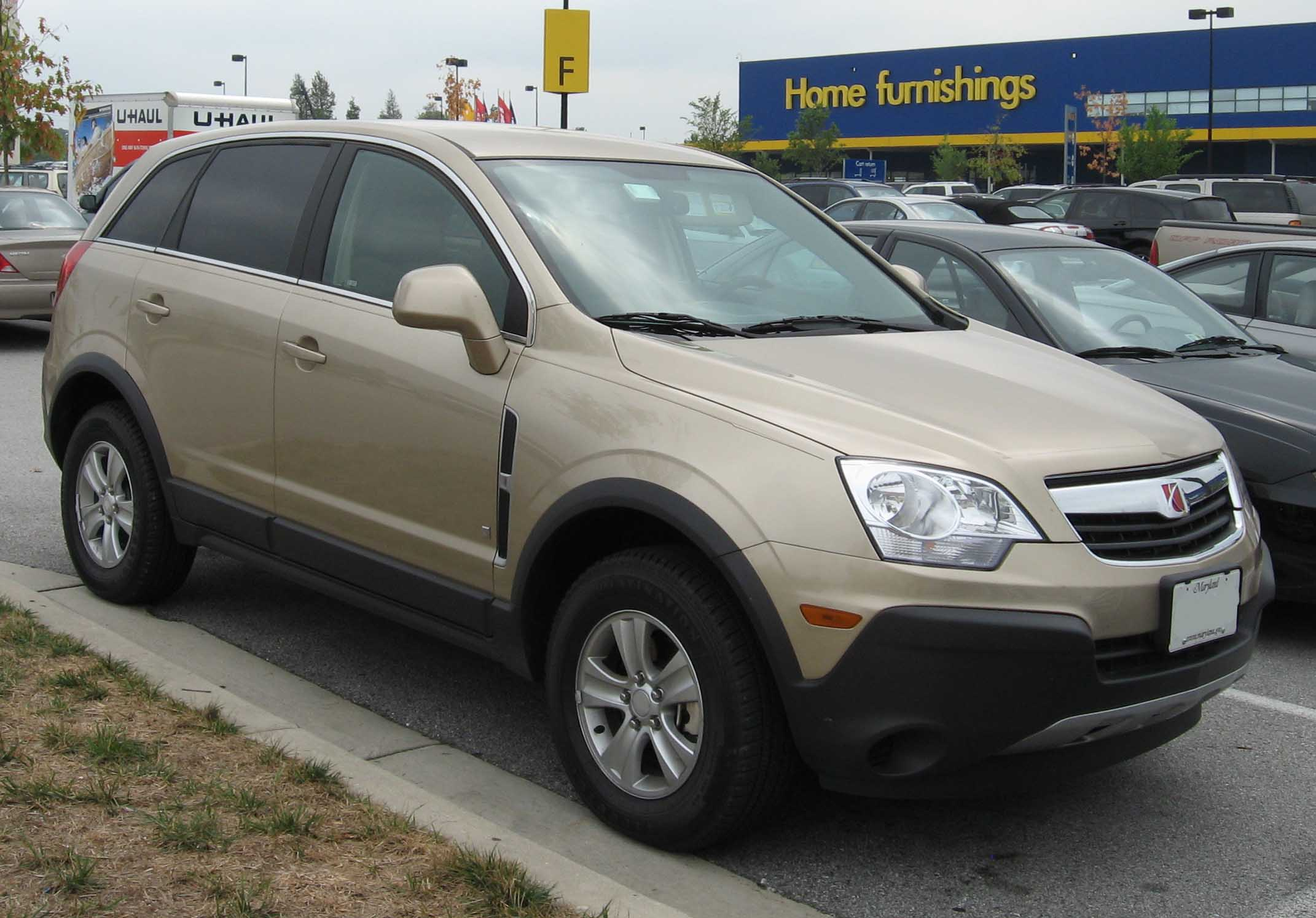
Vue 2e génération
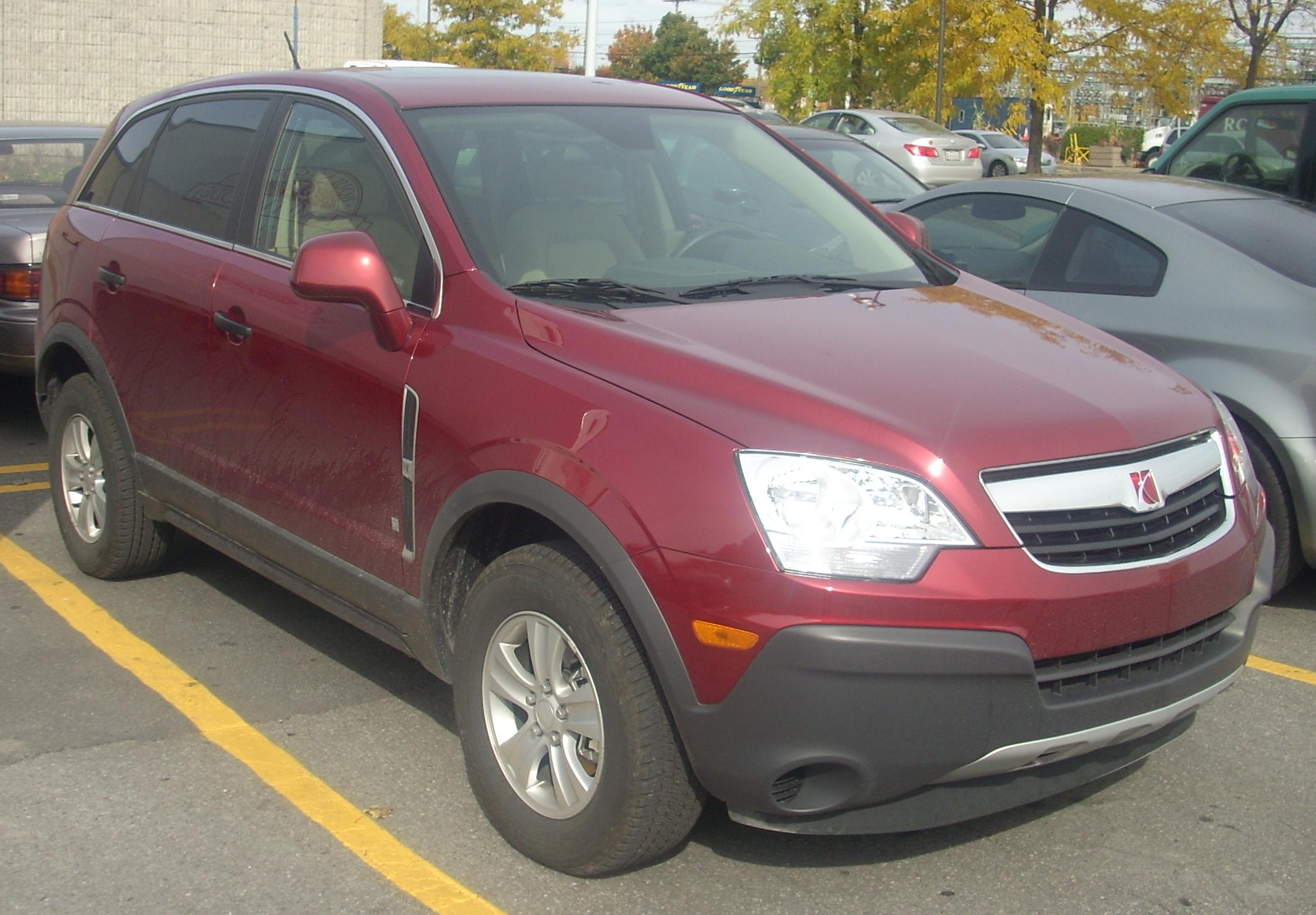
Vue 2e génération
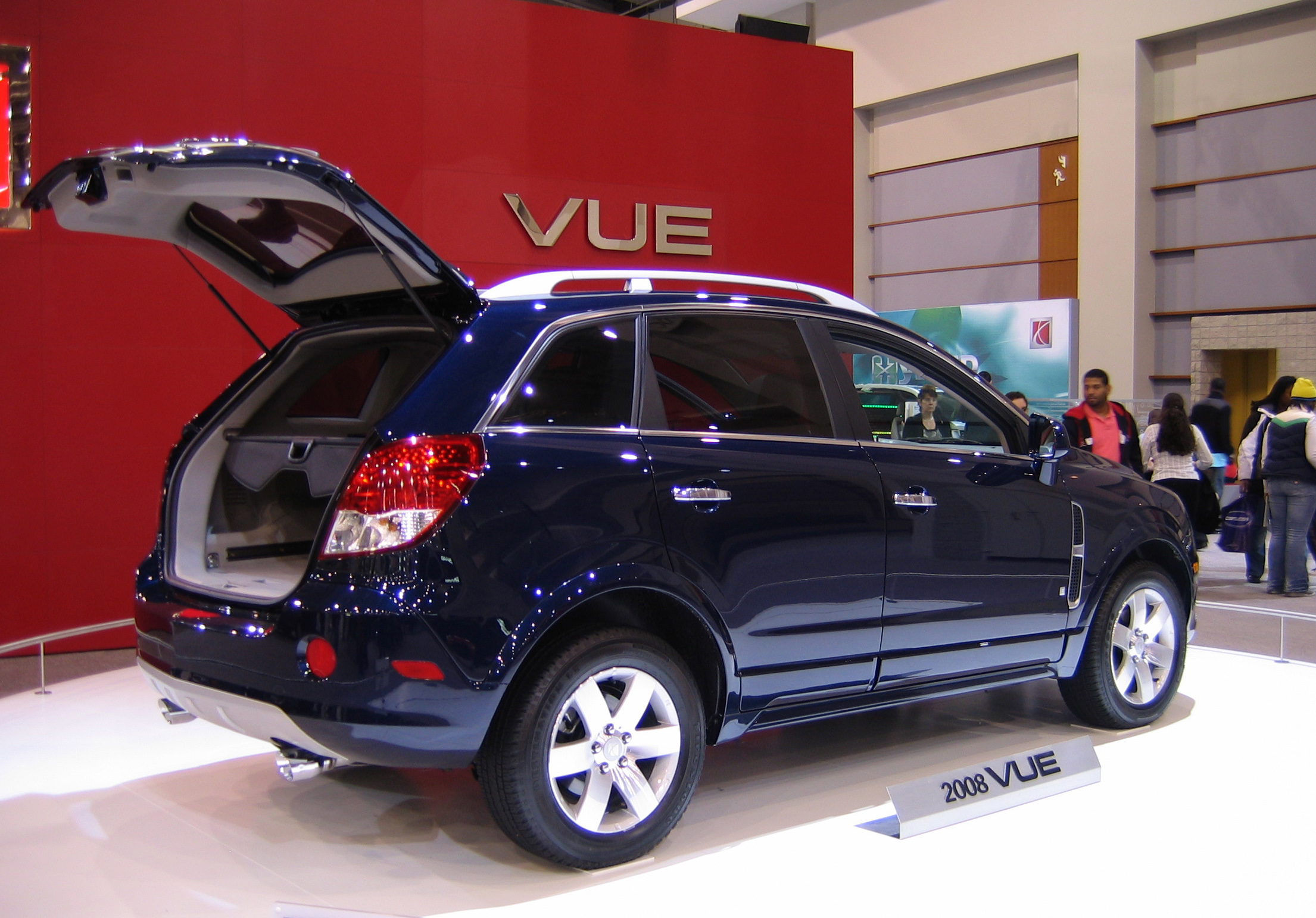
Vue 2e génération
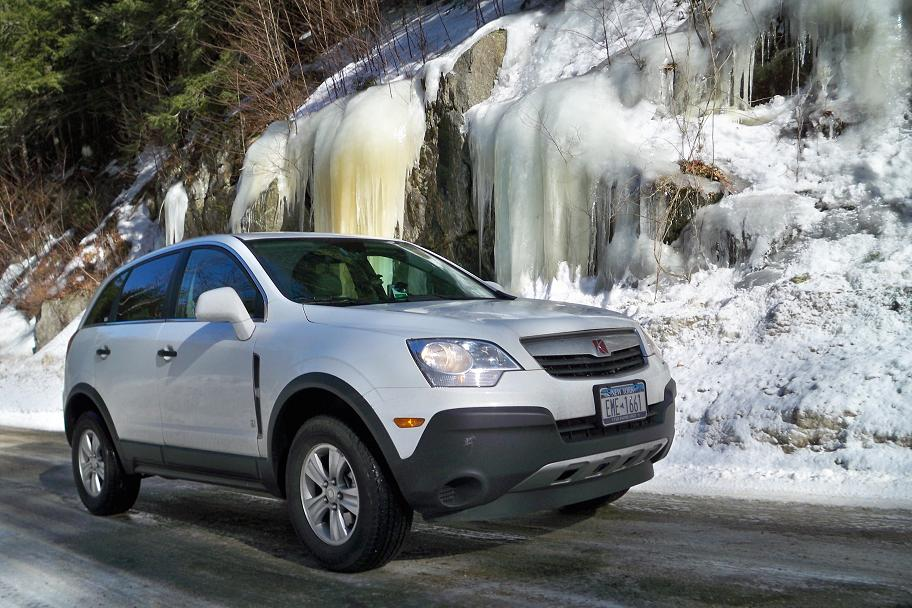
2009 Saturn Vue dans les Appalaches

## Ventes aux États-Unis
| Année         | Ventes  | Diff.                |
| ------------- | ------- | -------------------- |
| 2001 (1 mois) | 393     |                      |
| 2002          | 75 477  | +19105,3 %           |
| 2003          | 81 924  | +8,5 %               |
| 2004          | 86 957  | +6,1 %               |
| 2005          | 91 972  | +5,8 %               |
| 2006          | 88 581  | -3,7 %               |
| 2007          | 84 767  | -4,3 %               |
| 2008          | 81 676  | -3,6 %               |
| 2009          | 28 429  | -65,2 %              |
| 2010 (1 mois) | 64      | -97,8 % (sur 1 mois) |
| Total         | 620 240 |                      |

NB: Le Vue est sorti en décembre 2001.
Le Saturn Vue réalise de bons scores de ventes mais il est loin de ses principaux concurrents Honda CR-V et Toyota Rav4 en tête.